# Masters 1989
La edición 20 de la Tennis Masters Cup se realizó del 27 al 3 de diciembre del 1989 en Nueva York, Estados Unidos.

## Individuales

### Clasificados
- Ivan Lendl
- John McEnroe
- Aaron Krickstein
- Michael Chang
- Boris Becker
- Stefan Edberg
- Brad Gilbert
- Andre Agassi

### Grupo Rod Laver
| Resultados Round Robin-Win | Result-Res | -Winner-Winner-Winner-Win | -Score-Score-Score-Score |
| -------------------------- | ---------- | ------------------------- | ------------------------ |
| Ivan Lendl (CZE)           | derrota a  | John McEnroe (USA)        | 6–3, 6–3                 |
| Ivan Lendl (CZE)           | derrota a  | Aaron Krickstein (USA)    | 6–1, 6–3                 |
| Ivan Lendl (CZE)           | derrota a  | Michael Chang (USA)       | 6–1, 6–3                 |
| John McEnroe (USA)         | derrota a  | Aaron Krickstein (USA)    | 5–7, 6–3, 6–2            |
| John McEnroe (USA)         | derrota a  | Michael Chang (USA)       | 6–2, 5–7, 6–4            |
| Aaron Krickstein (USA)     | derrota a  | Michael Chang (USA)       | 6–3, 7–6                 |

### Grupo Ilie Năstase
| Resultados Round Robin-Win | Result-Res | -Winner-Winner-Winner-Win | -Score-Score-Score-Score |
| -------------------------- | ---------- | ------------------------- | ------------------------ |
| Boris Becker (GER)         | derrota a  | Stefan Edberg (SWE)       | 6–1, 6–4                 |
| Boris Becker (GER)         | derrota a  | Brad Gilbert (USA)        | 2–6, 6–3, 6–4            |
| Boris Becker (GER)         | derrota a  | Andre Agassi (USA)        | 6–1, 6–3                 |
| Stefan Edberg (SWE)        | derrota a  | Brad Gilbert (USA)        | 6–1, 6–3                 |
| Stefan Edberg (SWE)        | derrota a  | Andre Agassi (USA)        | 6–4, 6–2                 |
| Brad Gilbert (USA)         | derrota a  | Andre Agassi (USA)        | 3–6, 6–3, 6–3            |

| Resultados Etapa Final-Win | -Winner-Winner-Winner-Win | Result-Res | -Winner-Winner-Winner-Win | -Score-Score-Score-Score |
| -------------------------- | ------------------------- | ---------- | ------------------------- | ------------------------ |
| Semifinal                  | Stefan Edberg (SWE)       | derrota a  | Ivan Lendl (CZE)          | 7-6 7-5                  |
| Semifinal                  | Boris Becker (GER)        | derrota a  | John McEnroe (USA)        | 6-4 6-4                  |
| Final                      | Stefan Edberg (SWE)       | derrota a  | Boris Becker (GER)        | 4-6 7-6 6-3 6-1          |

| Predecesor: 1988 | ATP World Tour Finals 1989 | Sucesor: 1990 |

- Datos: Q3869790